# Mesostenus melanurus
Mesostenus melanurus är en stekelart som beskrevs av Joseph Augustine Cushman 1929. Mesostenus melanurus ingår i släktet Mesostenus och familjen brokparasitsteklar. Inga underarter finns listade i Catalogue of Life.